# Atracurium
Atracurium besilate, hay còn được gọi là atracurium besylate, là một loại thuốc được sử dụng cùng với các loại dược phẩm khác để làm giãn cơ xương trong quá trình phẫu thuật hoặc thở máy. Thuốc cũng có thể được sử dụng để hộ trợ việc đặt nội khí quản nhưng suxamethonium (succinylcholine) thường được ưu tiên nếu điều này cần được thực hiện nhanh chóng. Thuốc được đưa vào cơ thể bằng cách tiêm tĩnh mạch. Tác dụng sẽ đạt đỉnh sau khoảng khoảng 4 phút và kéo dài tối đa một giờ.
Các tác dụng phụ thường gặp có thể kể đến như đỏ da và hạ huyết áp. Tác dụng phụ nghiêm trọng có thể bao gồm các phản ứng dị ứng; tuy nhiên, điều này không liên quan đến tăng thân nhiệt ác tính. [2] Tình trạng tê liệt kéo dài có thể xảy ra ở những người có bệnh như nhược cơ. Mức độ an toàn nếu sử dụng thuốc trong thời kỳ mang thai vẫn là chưa rõ ràng Atracurium thuộc nhóm thuốc ức chế thần kinh cơ và là loại không khử cực. Chúng hoạt động bằng cách ngăn chặn các tác động của acetylcholine lên cơ xương.
Atracurium đã được chấp thuận cho sử dụng y tế tại Hoa Kỳ vào năm 1983. Nó nằm trong danh sách các thuốc thiết yếu của Tổ chức Y tế Thế giới, tức là nhóm các loại thuốc hiệu quả và an toàn nhất cần thiết trong một hệ thống y tế. Atracurium có sẵn dưới dạng thuốc gốc. Chi phí bán buôn ở các nước đang phát triển là khoảng 1,69 đến 1,87 USD cho mỗi liều.